# Emmanuel Pellerin
Pour les articles homonymes, voir Pellerin.
 (juin 2022).
Si vous disposez d'ouvrages ou d'articles de référence ou si vous connaissez des sites web de qualité traitant du thème abordé ici, merci de compléter l'article en donnant les références utiles à sa vérifiabilité et en les liant à la section « Notes et références ».
Emmanuel Pellerin, né le 20 août 1970 à Neuilly-sur-Seine (Hauts-de-Seine), est un avocat et homme politique français. Membre de Renaissance (RE), il est député de la neuvième circonscription des Hauts-de-Seine de 2022 à 2024.

## Biographie

### Formation
Emmanuel Pellerin est diplômé d’études supérieures « Juriste européen », spécialisé en droit des affaires à l’Université Paris-Nanterre en 1999[réf. nécessaire].

### Carrière professionnelle
A l'université Paris-Nanterre, il rédige une thèse dirigée par Emmanuelle Claudel sur le dévoiement de l’obligation d’information en droit médical, qui lui confère le grade de docteur en droit privé en 2011,. Il est à l’origine de l’un des premiers arrêts sur l’obligation d’information du médecin, il intervenait jusqu’alors en droit de la santé et dommages corporels, ainsi que dans les dossiers complexes de droit des contrats[réf. souhaitée]. 
En 2020, il est candidat au conseil de l'Ordre des avocats du barreau de Paris pour le mandat 2020-2022 aux côtés de Margaux Durand-Poincloux mais il est battu au second tour.  

### Député français
Lors des élections législatives françaises de 2022, il est candidat dans la neuvième circonscription des Hauts-de-Seine sous l'étiquette Ensemble. Arrivé en tête au premier tour, il est élu député au second tour avec 53,91 % des voix, face à Pascal Louap (Les Républicains - Union de la droite et du centre),.
En janvier 2023, Mediapart révèle qu'il consomme de la cocaïne avant et après son élection à l'Assemblée nationale,. Il justifie ces faits par des « difficultés personnelles et familiales ». Le parti Renaissance affirme vouloir proposer son exclusion immédiate,. Il se met en retrait de son groupe parlementaire et du parti.  Il est de retour en juillet 2023, après le classement sans suite de son affaire comme le révèle Libération le 12 juillet 2023.

## Résultats électoraux

### Élections législatives
| Année | Parti et coalition | Parti et coalition | Circonscription       | 1er tour | 1er tour | 1er tour | 2d tour | 2d tour | 2d tour |
| Année | Parti et coalition | Parti et coalition | Circonscription       | Voix     | %        | Rang     | Voix    | %       | Issue   |
| ----- | ------------------ | ------------------ | --------------------- | -------- | -------- | -------- | ------- | ------- | ------- |
| 2022  |                    | LREM (ENS)         | 9e des Hauts-de-Seine | 10 307   | 29,30    | 1er      | 15 838  | 53,91   | Élu     |